# Santa Bàrbara d'Ogassa
Santa Bàrbara d'Ogassa és una església del municipi d'Ogassa (Ripollès) inclosa en l'Inventari del Patrimoni Arquitectònic de Catalunya.

## Descripció
Construïda l'any 1884 per la "Compañía de Ferrocarriles y Minas de San Juan de las Abadesas", és de planta rectangular i estil neogòtic. Durant els anys 1860-1890 la conca minera de Surroca va rebre una forta empenta degut a la possibilitat del carbó d'aquesta. És per això que durant aquests anys hi ha una forta empenta en construccions de tota classe, essent una de les més importants la construcció de l'església de Santa Bàrbara. El projecte d'aquests edificis era a càrrec de l'oficina tècnica de la pròpia companyia.